# Šķirotava (Riga)
Šķirotava est un voisinage (en letton : apkaime) de Riga situé sur la rive droite de la Daugava dans l'arrondissement de Latgale (en letton : Latgales priekšpilsēta).

## Géographie
Ce territoire est bordé par les voisinages de Rumbula, Dārzciems, Pļavnieki et Ķengarags ainsi qu'une partie de Stopiņu novads.
Ses frontières longent celles de la capitale dans la partie sud-est, les rues Salaspils iela et Lokomotīves iela par la ligne du chemin de fer Riga-Ogre et les rues Lubānas iela et Slāvu iela, formant en tout le périmètre de 14 932 mètres.
Avec sa superficie de 10,057 km2, Šķirotava est l'un des plus grands voisinages de Riga. En 2011, la population de ce voisinage comptait 2 497 habitants.

## Transports
- Bus: 3, 13, 15, 20, 34, 47, 48, 50, 52
- Trolley: 16, 22

## Galerie

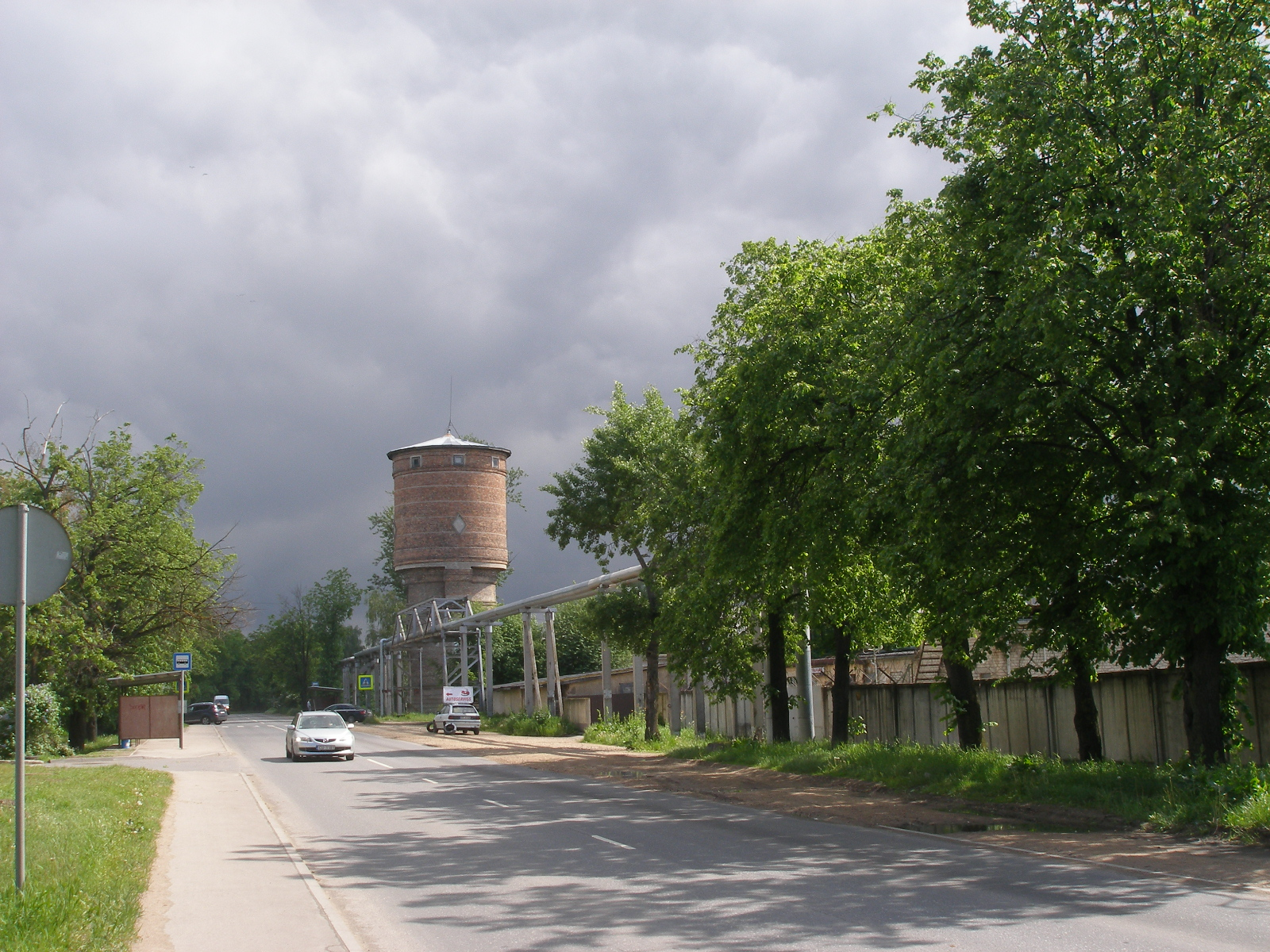
Rue Krustpils à Šķirotava.
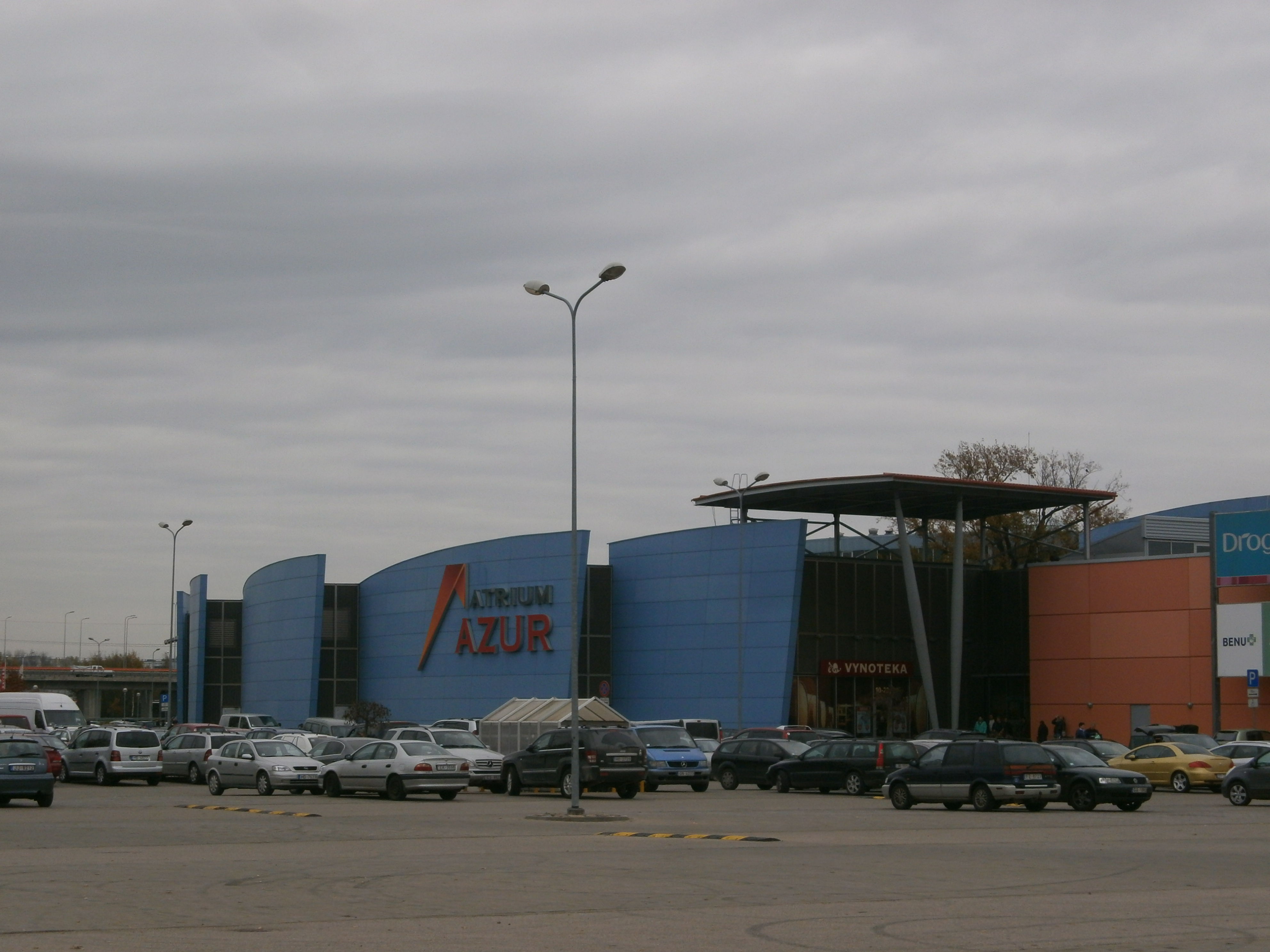
Centre commercial "Azur" au croisement des rues Slāvu iela et  Krustpils iela.
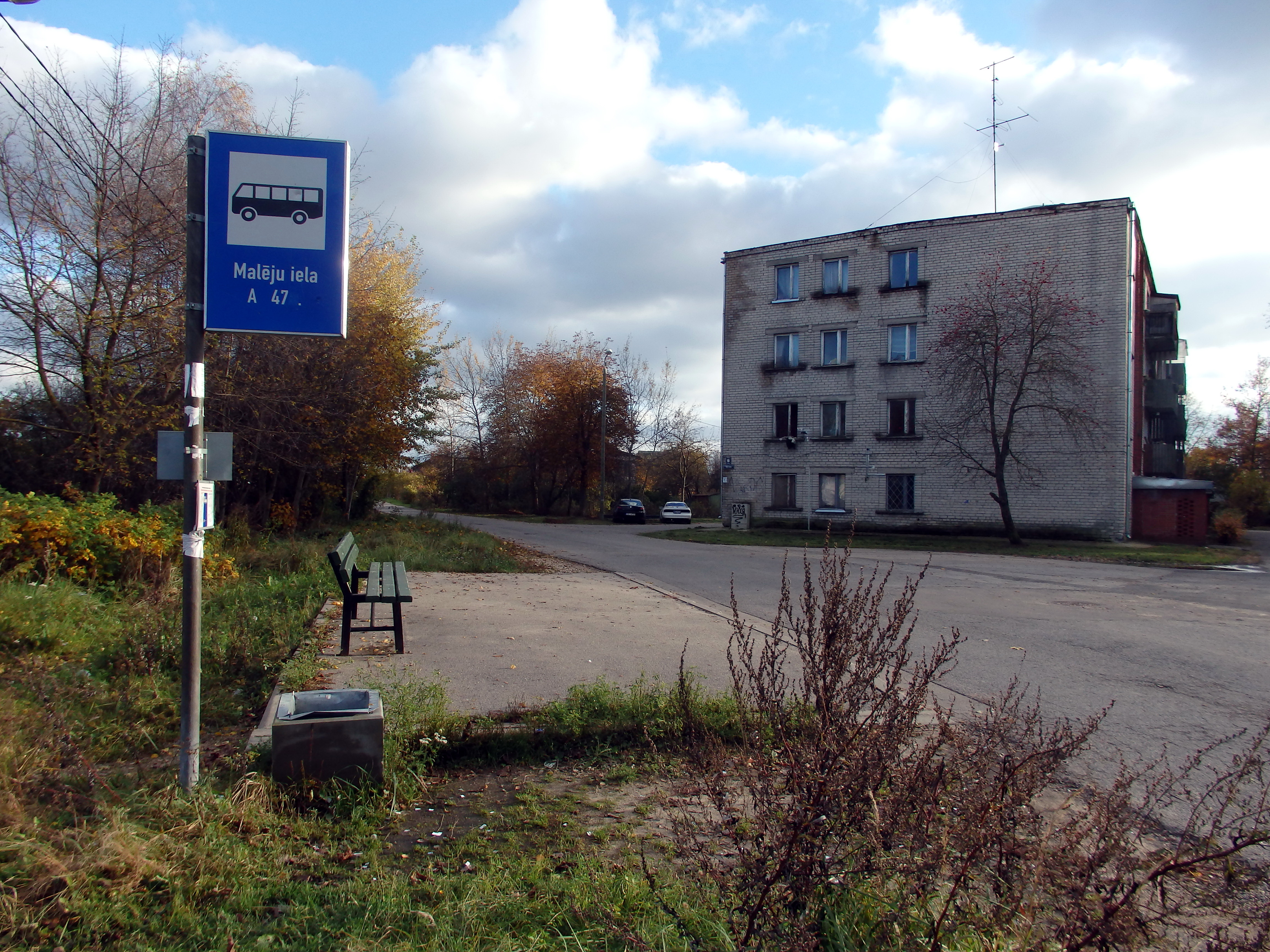
Rue Malēju à Šķirotava. Arrêt du bus no 47.
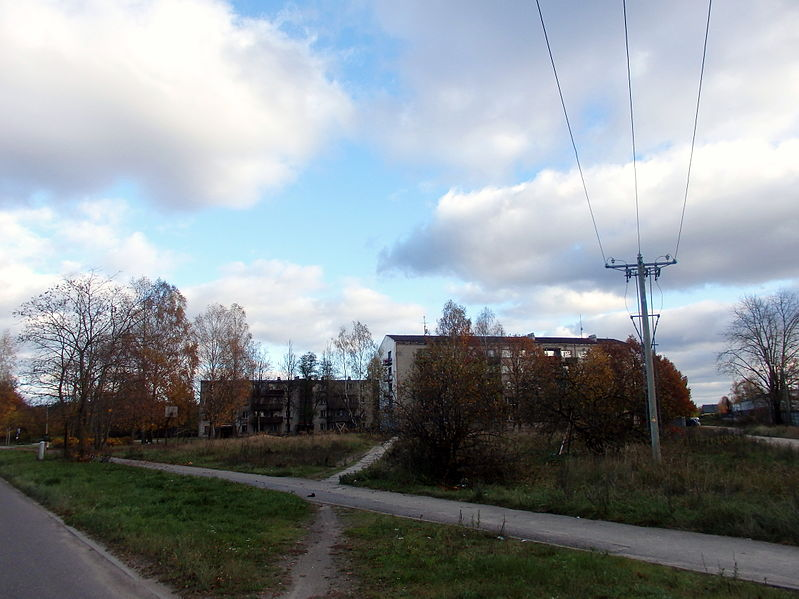
Rue Sila à Šķirotava
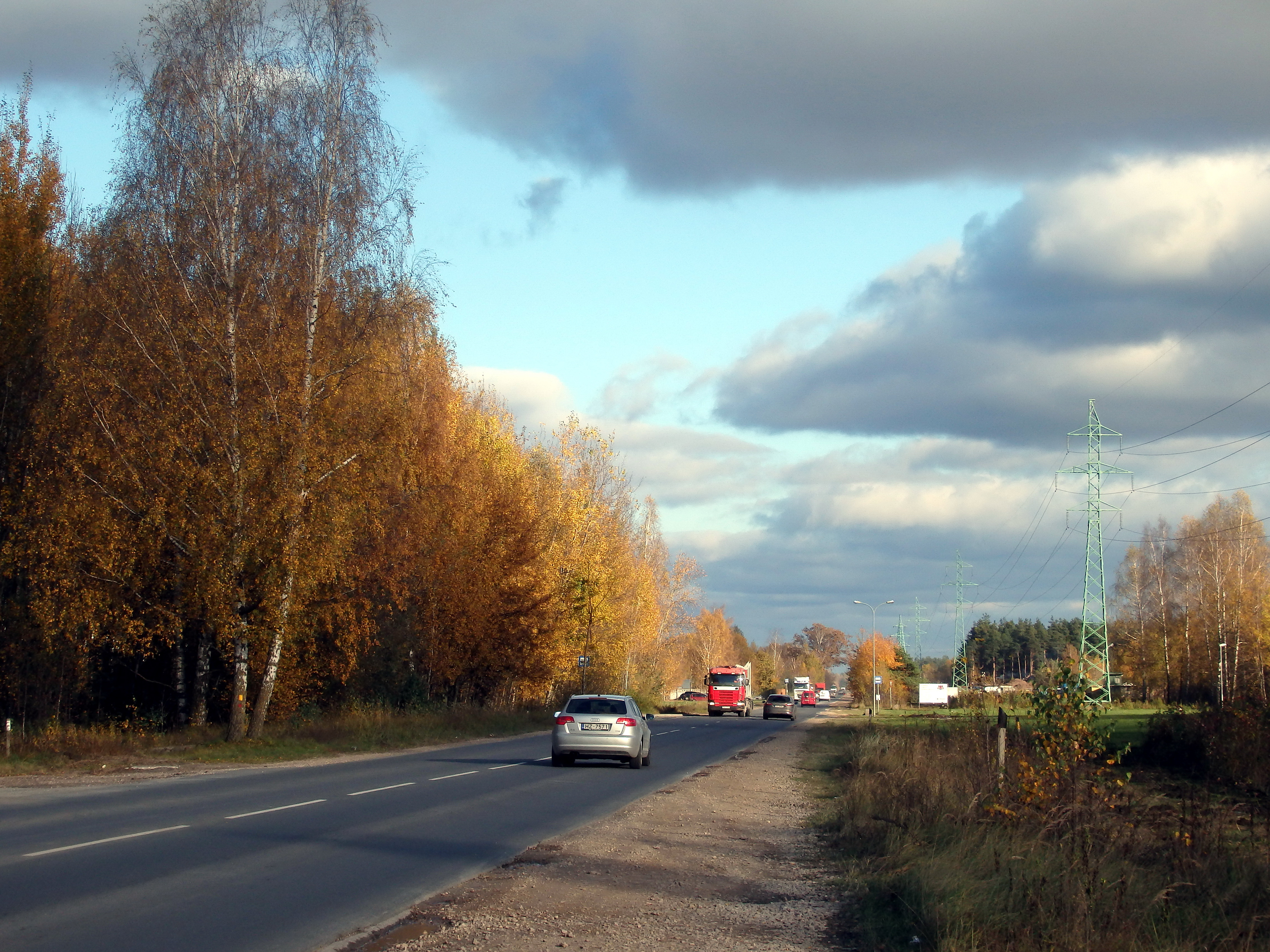
Rue Granīta à Šķirotava.